# 佐久浅間農業協同組合
佐久浅間農業協同組合（さくあさまのうぎょうきょうどうくみあい、通称：JA佐久浅間）は、長野県佐久市に本店を置く農業協同組合。

## 管轄エリア
長野県の佐久地方を中心にした以下の3市4町を管轄する。
- 佐久市
- 小諸市
- 東御市（旧北御牧村地域）
- 北佐久郡
  - 軽井沢町
  - 御代田町
  - 立科町
- 南佐久郡
  - 佐久穂町

## 沿革
2000年3月1日、JA佐久市（佐久市の旧佐久市地域）、JA南佐久（佐久穂町、旧臼田町）、JA浅間（小諸市、軽井沢町、御代田町）、JA佐久しらかば（立科町、旧望月町、旧浅科村、旧北御牧村）が合併し発足。

## 地域の主な産物
- 米
- 野菜
  - キャベツ
  - レタス
  - 白菜
  - ミニトマト
  - ズッキーニ
  - ブロッコリー
- 果物
  - イチゴ
  - リンゴ
  - 桃
  - プルーン
  - アールスメロン
- きのこ
  - シメジ
  - エノキタケ
- 花き
  - カーネーション
  - トルコギキョウ
  - アルストロメリア
- 畜産
  - 牛乳
  - 豚肉
  - 牛肉

など。
佐久市の旧臼田町地域は、日本のプルーン栽培発祥の地とされている。

## オリジナル商品
- きたやつハム
- 望月高原アイス、望月高原ヨーグルト
- 信州人参
- レタス焼酎（製造は芙蓉酒造株式会社）